# Cerro El Pilón
Cerro El Pilón är ett berg i Mexiko.   Det ligger i kommunen Santiago och delstaten Nuevo León, i den centrala delen av landet, 700 km norr om huvudstaden Mexico City. Toppen på Cerro El Pilón är 1 401 meter över havet, eller 876 meter över den omgivande terrängen. Bredden vid basen är 13,9 kilometer.
Terrängen runt Cerro El Pilón är varierad. Runt Cerro El Pilón är det ganska tätbefolkat, med 72 invånare per kvadratkilometer. Närmaste större samhälle är Santiago, 10,9 km nordväst om Cerro El Pilón. I omgivningarna runt Cerro El Pilón växer i huvudsak blandskog.